# Ringwall Öchslhof

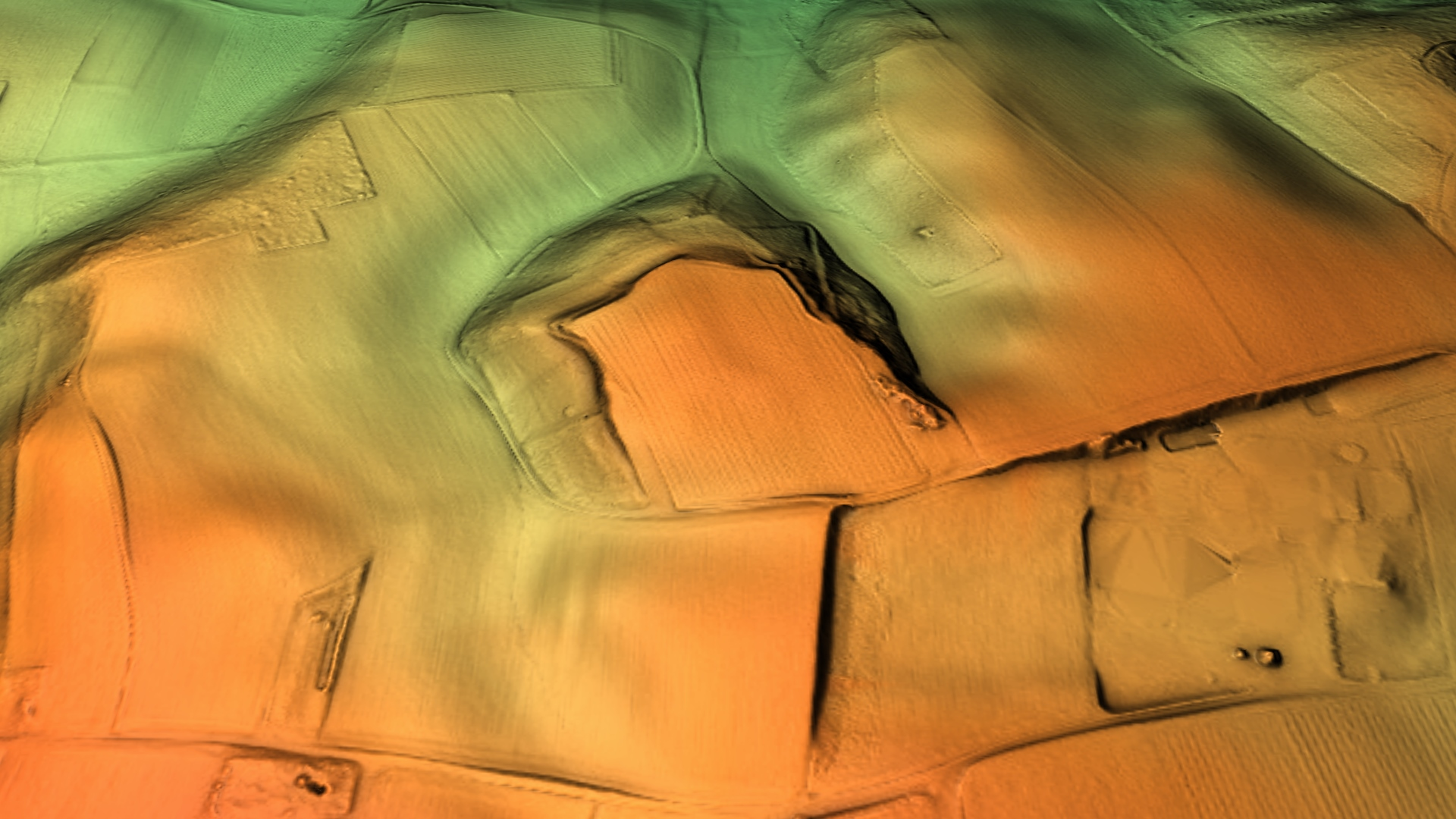
3D-Ansicht des digitalen Geländemodells

Der Ringwall Öchslhof befindet sich nahe der niederbayerischen Stadt Mainburg im Landkreis Kelheim. Der Ringwall liegt 1150 m östlich von Schleissbach, einem der heute nicht mehr bestehenden Siedlungskerne von Mainburg, bzw. ca. 250 m südwestlich von Ziegelstadel oder 500 m südlich vom Öchslhof. Die Anlage wird als „verebneter Ringwall vor- und frühgeschichtlicher bzw. frühmittelalterlicher Zeitstellung“ unter der Aktennummer D-2-7336-0031 im Bayernatlas aufgeführt.

## Beschreibung
Auf einer sich nach Norden erstreckenden Geländenase liegt 30 m oberhalb der Talsohle des Öchslhofer Baches diese Höhenburganlage. Nach Norden, Westen und Osten fällt das Gelände hier steil ab, allerdings sind durch Aufschüttungen im Osten und Nordosten Veränderungen vorgenommen worden, sodass eine in älteren Karten eingetragene Abriegelung nicht mehr erkennbar ist. Das Areal wird heute von einem Hopfengarten eingenommen, im 19. Jahrhundert war die Anlage noch bewaldet. In den alten Lageplänen ist ein 10 – 15 m breiter Wall erkennbar, der eine ovale Innenfläche von 125 × 85 m umschloss. Warum sich früher ein Graben oder Wall im Norden über den Steilhang weg von der Anlage erstreckte, ist nicht erklärbar. Weitere Befestigungselemente wie ein Graben oder eine Berme sind nicht erkennbar.

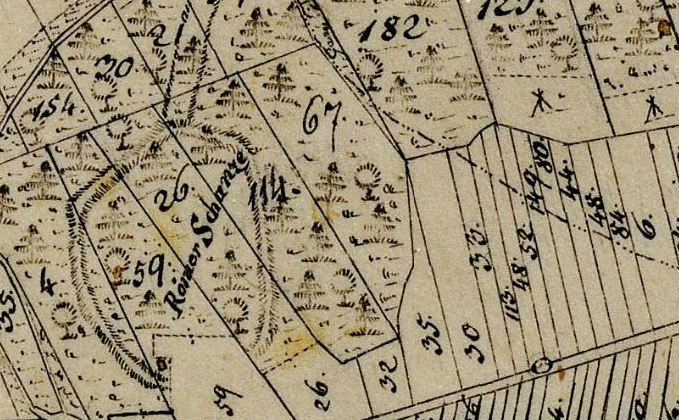
Ringwall Öchslhof (Römer Schanze)

## Geschichte
Diese Abschnittsbefestigung wurde bisweilen als Römer Schanze oder Keltenschanze bezeichnet, dem widerspricht aber die Art der Anlage. Vermutlich handelt es sich um ein Werk, das im 9. oder 10. Jahrhundert entstanden ist und wahrscheinlich im Zusammenhang mit dem mittelalterlichen Wegenetz zu erklären ist, denn sowohl nördlich wie auch südlich der Anlage zieht ein Altweg von Mainburg nach Engelbrechtsmünster bzw. Geisenfeld.